# Bătălia de la Ninive

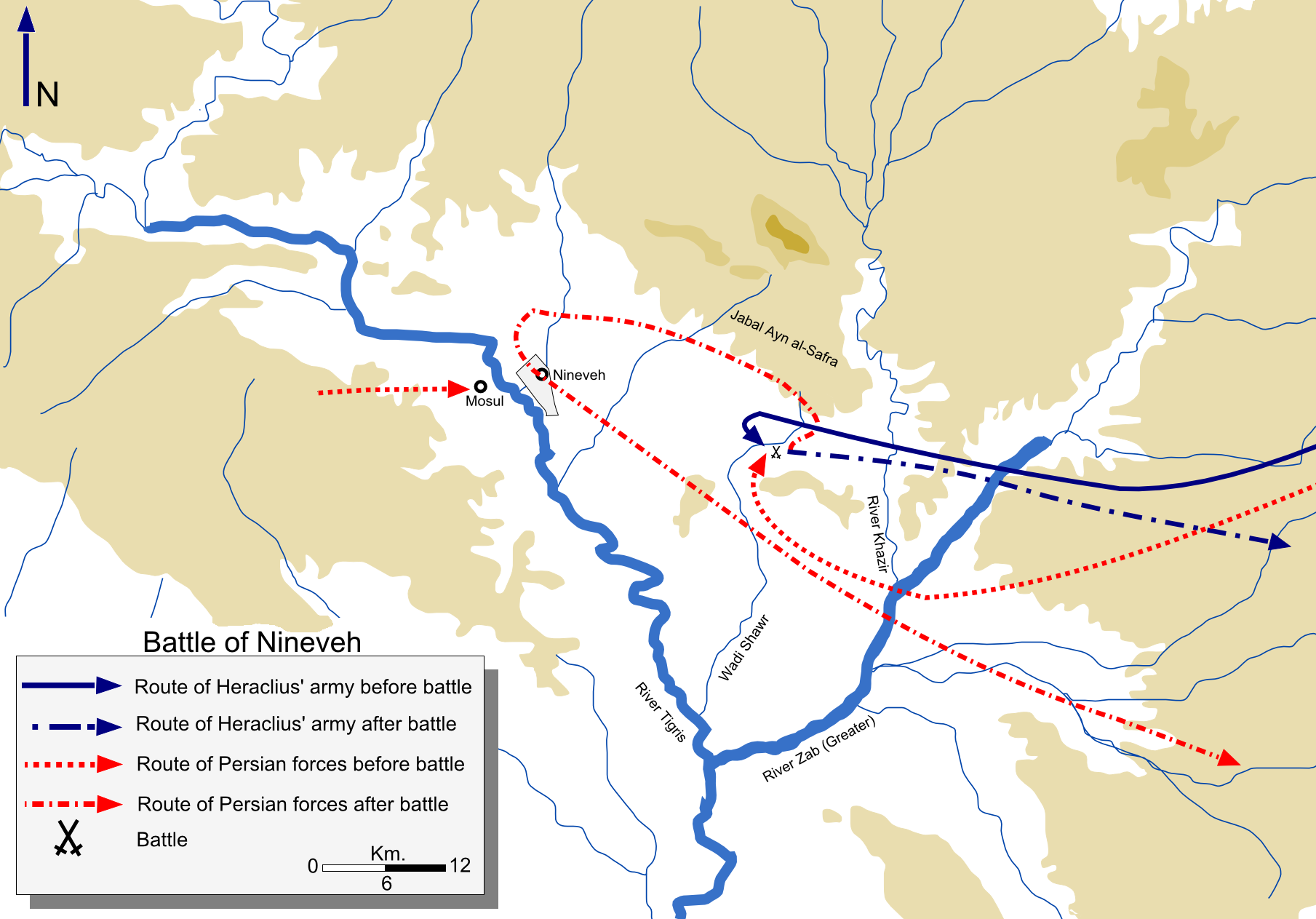
Harta bătăliei

Bătălia de la Ninive (Ἡ μάχη τῆς Νινευί) a fost bătălia culminantă a războiului bizantino-sasanid din anii 602-628. Victoria bizantină a rupt puterea dinastiei sasanide și pentru o perioadă de timp s-a restaurat limitele antice ale Imperiului Bizantin din Orientul Mijlociu. Această renaștere a puterii și a prestigiului nu a fost ultima, cu toate acestea, într-o chestiune de decenii, Califatul arab s-a extins din Arabia și, din nou, a adus imperiul în pragul distrugerii.

## Preludiu
Când Împăratul Mauriciu a fost ucis de uzurpatorul Focas, Khosroe al II-lea a declarat război, aparent pentru a răzbuna moartea binefăcătorului său. În timp ce persanii au avut un mare succes în primele etape ale războiului, cucerirea Levantului, Egiptului și Anatoliei, ascensiunea lui Heraclie în cele din urmă a dus la prăbușirea civilizației persane. Campaniile lui Heraclius a modificat echilibrul, forțând persanii să treacă la stadiul defensiv și pentru a permite bizantinilor să se reîncadreze pe linia dinamică. Aliat cu avarii, persanii a încercat să preia Constantinopolul, dar au fost învinși acolo.
În timp ce Asediul Constantinopolului a avut loc, Heraclius s-a aliat cu khazarii sub Ziebel, care sunt identificați cu Khaganate turcești de Vest a Göktürcilor condusi de Tong Yabghu, promițându-le recompense substanțiale și mâna fiicei sale, Eudoxia Epiphania. Turcii din Caucaz le-au trimis ca întăriri 40.000 de soldați să distrugă imperiul persan, în 626 pentru a începe cel de-al treilea război Perso-turc. Armata bizantino-turca a asediat Tiflis.

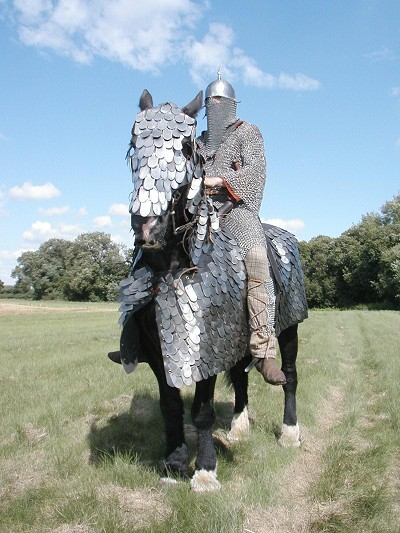
Reconstituire a unui soldat sasanid

## Invazia Mesopotamiei
La mijlocul lunii septembrie 627, lăsându-l pe Ziebel să continue asediul la Tiflis, Heraclius a invadat inima Persiei, de data aceasta cu 25.000-50.000 de militari și 40.000 de Göktürci. Göktürcii, cu toate acestea, l-au părăsit repede, din cauza condițiilor de iarnă ciudate. Heracliu a fost urmărit de către armata lui Rhahzadh de 12.000, dar a reușit să se sustragă de Rhahzadh și a invadat inima Persiei, în Irakul modern. Heracliu a achiziționat alimente și furaje din țară, astfel Rhahzadh, nu a putut găsi cu ușurință proviziile. 
La data de 1 decembrie, Heraclius a traversat râul Zab cel Mare și au tăbărât în apropiere Ninive. Aceasta a fost o mișcare de la sud la nord, spre deosebire de așteptarea unui avans spre sud. Cu toate acestea, acest lucru poate fi văzut ca o modalitate de a evita să fie prins de către armata persană, în cazul unei înfrângeri. Rhahzadh a abordat Ninive dintr-o poziție diferită. Vestile ca întăriri persane atingeau 3000 și ca se apropie de armata lui Heraclie, l-au forțat să acționeze. El a dat ordinul de retragere din Persia prin traversarea Tigrului.
Heraclie a găsit o câmpie de vest a Marii Zab,la o oarecare distanță de ruinele cetății Ninive. Acest lucru le-a permis bizantinilor să profite de luptele în lănci și corp-la-corp. În plus, ceața a redus avantajul persan în trupele de arcași și care să le permită bizantinilor să le perceapă, fără pierderi mari. 
Walter Kaegi consideră că această luptă a avut loc în apropiere de râul Karamlays.

## Bătălia
Forțele dislocate ale lui Rhahzadh în trei unități au atacat. Heraclie a simulat o retragere, conducându-i pe persi la câmpiile ocupate de trupele bizantine, ca sa le pregătească o surpriza persanilor. După opt ore de luptă, persanii s-au retras brusc la poalele din apropiere, dar nu a fost o debandadă. 6000 de soldati persani au fost ucisi.
Istoricul Nichifor consemnează ca bătălia a fost o lupta personala dintre Rhahzadh și Heraclie. Heraclie a acceptat și l-a ucis pe Rhahzadh într-o lovitura unică.
Cele 3.000 de întăriri persane au sosit prea târziu pentru a lupta.

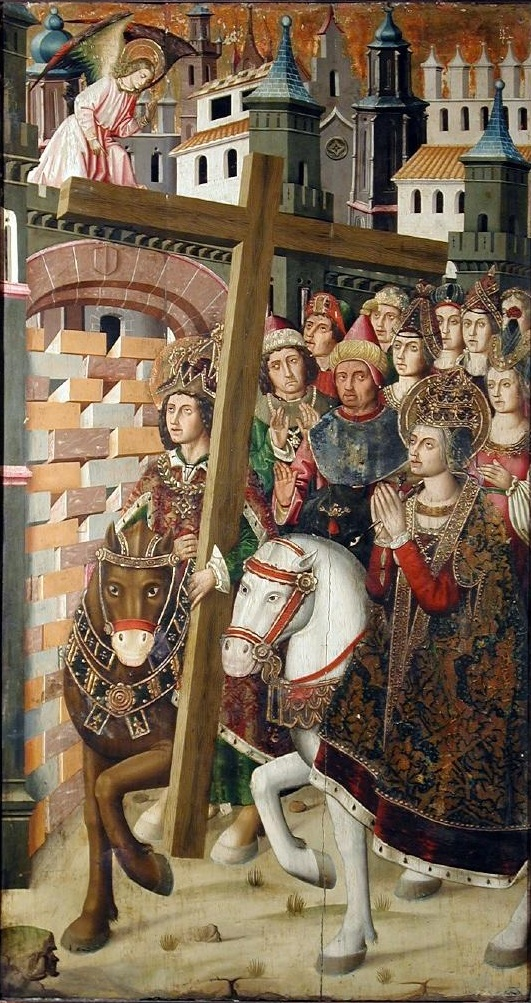
Bernat, Sfânta Elena și Heraclius ducând Crucea Sfântă la Ierusalim

## Urmări
Victoria de la Ninive nu era totala pentru că bizantinii nu au reușit să captureze tabăra persană. Cu toate acestea, această victorie a fost suficient de semnificativa pentru distrugerea rezistenței persanilor. 
Cu nici o armată persană care să-i i se opună, armata victorioasă a lui Heraclie a jefuit Dastagird, palatul lui Khosroe și a câștigat bogățiile enorme în timp ce recupera 300 de stindarde bizantine capturate acumulate în ani de război. Khosroe deja a fugit în munții Susiana, încercând să mobilizeze sprijinul pentru apărarea Ctesifon. Heraclie nu a putut ataca Ctesifon, deoarece Canalul Nahrawan a fost blocat de prăbușirea unui pod.
Armata persană s-au răzvrătit și l-au înlăturat pe Khosroe al II-lea, l-au susținut pe fiul sau, Kavadh al II-lea, de asemenea, cunoscut sub numele de Siroes. Khosroe a pierit lent din cauza unei lovituri de săgeată, într-o temniță după ce a suferit timp de cinci zile.
Kavadh i-a cerut pace imediat lui Heraclie. Heraclius nu impune condiții dure, știind că și imperiul său a avut momente de colaps. Sub tratatul de pace, bizantinii și-au recăpătat toate teritoriile pierdute, soldați capturați, o indemnizație de război, și o mare semnificație spirituală, Crucea și alte relicve care au fost pierdute în Ierusalim, în 614. Bătălia a marcat sfârșitul războaielor romano-persane.